# Френсіс Гоенселар
Францишка Френсіс Гоенселар (нід. Francisca Hoenselaar; нар. 25 січня 1965, Роттердам) — колишня нідерландська професійна дартсменка, чемпіонка світу BDO (2009) серед жінок.

## Кар'єра
Гоенселар 15 раз вигравала чемпіонат Нідерландів із дартсу. 1991 року вперше представила Нідерланди на турнірі Кубок світу WDF.